# Pettendorfermühle
Pettendorfermühle ist ein Gemeindeteil der Gemeinde Hummeltal im Landkreis Bayreuth (Oberfranken, Bayern). Pettendorfermühle liegt in der Gemarkung Pettendorf.

## Geografie
Die ehemalige Einöde ist mittlerweile in der Pettendorfer Ortsstraße An der Mühle aufgegangen. Sie liegt an der in Süd-Nord-Richtung fließenden Mistel. Die Ortsstraße mündet in die Kreisstraße BT 11, die zur Staatsstraße 2163 (0,5 km südwestlich) bzw. nach Gesees führt (1,8 km nordöstlich).

## Geschichte
Gegen Ende des 18. Jahrhunderts bestand Pettendorfermühle aus einem Anwesen und gehörte zur Realgemeinde Pettendorf. Die Hochgerichtsbarkeit stand dem bayreuthischen Stadtvogteiamt Bayreuth zu. Das Hofkastenamt Bayreuth war Grundherr der Mühle.
Von 1797 bis 1810 unterstand der Ort dem Justiz- und Kammeramt Bayreuth. Mit dem Gemeindeedikt wurde Pettendorfermühle dem 1812 gebildeten Steuerdistrikt Pettendorf und der im gleichen Jahr gebildeten Ruralgemeinde Pettendorf zugewiesen. Am 1. April 1971 wurde Pettendorfermühle im Zuge der Gebietsreform in Bayern in die Gemeinde Hummeltal eingegliedert.

### Einwohnerentwicklung
| Jahr      | 001819 | 001822 | 001861 | 001871 | 001885 | 001900 | 001925 | 001950 | 001961 | 001970 | 001987 |
| Einwohner | *      | *      | 7      | 8      | 6      | 8      | 6      | 4      | 5      | 7      | *      |
| Häuser    |        | *      |        |        | 1      | 1      | 1      | 1      | 1      |        | *      |
| Quelle    | [ 8 ]  | [ 5 ]  | [ 9 ]  | [ 10 ] | [ 11 ] | [ 12 ] | [ 13 ] | [ 14 ] | [ 15 ] | [ 16 ] | [ 17 ] |

## Religion
Pettendorfermühle ist evangelisch-lutherisch geprägt und war ursprünglich nach St. Marien (Gesees) gepfarrt. Seit der zweiten Hälfte des 20. Jahrhunderts ist die Pfarrei Friedenskirche (Hummeltal) zuständig.